# 甸山
甸山，古称柘山，古柘湖湖中岛，现位于今上海市金山区山阳镇与张堰镇交界处，金山体育场南约1千米处，分属两镇。原甸山占地面积1.5亩，从地面到山顶的垂直高度为3米。由于1969年至1971年的开山采石工程，目前山体已不明显可见。

## 开山采石
1969年，由于建造沪杭公路金山段海塘的需要，金山县海塘管理局拨款3万人民币进行甸山开山采石工作并组织了一支50人的采石队进行工程。
时山阳镇属松江县域，张堰属金山县域，故金山县采石队仅负责采挖分属张堰镇辖区范围内的山体。采石工作直到1971年6月由于山阳公社与张堰公社均并入金山县且山阳公社围填指挥部投入上海石油化工总厂填海造陆建设工程才就此终止，工程在甸山遗址处留下了一个约四米深的石坑。
截至1971年6月开挖两年之后，工程共挖掘出6000方石料。石料途径沈家格河、战斗港、运石河到达目的地沪杭公路海塘，被投入海中用以消解海浪。